# Podhale

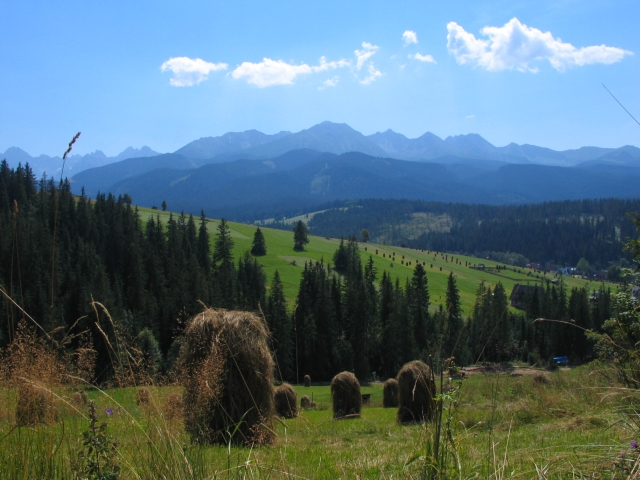
Podhale.

Podhale est la région la plus méridionale de Pologne. Son nom vient du polonais pod halami (sous les alpages)
Elle est localisée au pied des montagnes Tatras, dans les powiats de Nowy Targ et des Tatras, eux-mêmes appartenant au voïvodie de Petite-Pologne. Sa capitale est Nowy Targ. 
Les habitants de la région sont appelés Górale (Montagnards) et leur dialecte est appelé en polonais gwara podhalańska, celui-ci est très proche du dialecte des montagnards vivant dans la région voisine de Slovaquie. 
Ses principales attractions touristiques sont Zakopane et le lac de Morskie Oko. Elle est aussi connue pour sa production de fromage prénommé le Redykolka. Le berger de Podhale (ou des Tatras) est nommé d'après cette région.
Depuis 1919, une unité de montagne de l'armée polonaise est désignée comme chasseurs de Podhale (en) (en polonais : Strzelcy podhalańscy).

## Personnages célèbres
- Stanisław Dziwisz
- Władysław Hasior
- Mieczysław Karłowicz
- Kornel Makuszyński
- Stanisław Marusarz
- Władysław Orkan
- Kazimierz Przerwa-Tetmajer
- Karol Szymanowski
- Stanisław Witkiewicz
- Kamil Stoch